# Aliens versus Predator 2: Primal Hunt
Aliens versus Predator 2: Primal Hunt (рус. Чужие против Хищника 2: Первобытная охота) — дополнение к компьютерной игре «Aliens versus Predator 2», выпущенное Sierra Entertainment в 2002 году. Дополнение поставляется на отдельном компакт-диске, но для работы требует установленную оригинальную игру. 30 мая 2003 года была выпущена Gold Edition версия, включающая в себя как оригинальную игру, так и дополнение Primal Hunt.
Несмотря на то что оригинальная игра получила относительно высокую оценку, дополнение не получило широкого распространения, а у небольшого числа рецензентов дополнение получило «удовлетворительную» оценку. Многопользовательский режим дополнения был включён в обозреватель игровых серверов GameSpy Arcade, но также не получил широкого распространения по сравнению с оригиналом из-за отсутствия поддержки со стороны производителя (исправления «багов», улучшения игрового баланса).

## Сюжет дополнения
События происходят незадолго до начала Инцидента (см. сюжет «Aliens versus Predator 2»). Три стороны (населяющие планету ксеноморфы, прибывшие на неё Хищники и представители корпорации Вейланд-Ютани) пытаются заполучить некий артефакт. Артефакт обладает большой силой, способной убивать ксеноморфов на большом расстоянии. Корпорация стремится захватить артефакт чтобы продать его, ксеноморфы стремятся его уничтожить, а Хищники хотят использовать его для защиты от ксеноморфов.

### Сюжет Человека
По приказу Рыкова, Дуня вместе с двумя товарищами проникает в Улей ксеноморфов (оба товарища будут убиты ксеноморфами после спуска на лифте). Как только Дуня попадает в зал артефакта, ксеноморфы прекращают преследование. После установки «worm device» (устройство проникновения в технологию Космических Жокеев), в результате чего база Космических Жокеев начинает рушиться, а артефакт отключается, Дуня забирает артефакт, её преследует игрок-Хищник. Дуня доставляет артефакт в Капсулу 5, но оттуда его забирает игрок-Хищник. Дуня собирается покинуть Капсулу, но узнаёт, что Дмитрий пытается закрыть дыру, которая позволила ксеноморфам проникнуть в Капсулу. Дожидаясь Дмитрия, Дуня вместе с ним покидает Капсулу, а Рыков взрывает её основание.

### Сюжет Хищника
Действие начинается в 18-м веке (по земному летосчислению). Игрок-Хищник высаживается на планету, чтобы провести обычную охоту. Неожиданно Хищник встречает Ксеноморфов, сражающихся с представителями местной фауны. Следуя за Чужими, Хищник пробирается вглубь Улья Ксеноморфов, основанного на базе Космических Жокеев. Внутри базы игрок находит артефакт, после активации которого все Ксеноморфы в зале с артефактом погибают. Артефакт используется для постройки и защиты новой базы Хищников. Ксеноморфы штурмуют базу, игрок-Хищник пытается восстановить работу артефакта, но случайно активирует стазис. В последний момент его заражает игрок-Лицехват.
Спустя 500 лет, незадолго до Инцидента, Хищник и эмбрион Ксеноморфа выходят из Стазиса по причине землетрясения, устроенного прибором Дуни «worm device». Артефакт забирает Дуня, Хищник преследует её. Позже игрок забирает артефакт, проникает в коммуникационный центр, но при передаче сигнала на другие корабли Хищников его убивает игрок-чужой, вырываясь наружу в роли Грудолома. Мёртвого хищника обнаруживает морпех, сообщив что нашёл необычное существо и артефакт. Сразу после этого Ксеноморф вылезает из вентиляционной системы и убивает солдата.

### Сюжет Чужого
Игрок-лицехват обнаруживает себя в недрах базы в момент прекращения работы и падения артефакта, когда ксеноморфы начинают штурм. Пробираясь по базе, игрок наблюдает сражения ксеноморфов с Хищниками, избегая прямого столкновения с ними. После всего он находит одинокого игрока-Хищника, активирующего стазис. В момент активации лицехват подкрадывается сзади и заражает Хищника.
Грудоломом игрок становится со смертью игрока-Хищника, вырвавшись из его груди в момент трансляции. Игрок, обманывая солдат и заставляя их открывать двери, пробирается по коридорам в поисках еды. Пробравшись в морг, Чужой насыщается, линяет и превращается в Предалиена. Пробираясь по вентиляционным системам, Чужой ищет артефакт. Как только Чужой находит артефакт в нескольких метрах от себя за непробиваемым стеклом, сирены извещают о том, что Капсула 5 начинает рушиться. Чужой покидает Капсулу 5. Артефакт так никто и не забирает, после падения Капсулы 5 артефакт остаётся погребённым под завалом. В титрах видно, что артефакт, хоть и остался невредим, остался недосягаем.

## Нововведения
В дополнении, как и в оригинале, три кампании: человек, Чужой и Хищник. В кампании человека игрок проходит игру за Дуню (англ. Dunya), представительницу сил безопасности корпорации Вейланд-Ютани; в кампании чужого игрок берёт на себя роль Чужехищника (англ. Predalien; Чужой, использовавший в качестве носителя Хищника); в кампании Хищника игрок охотится за артефактом в роли Древнего Хищника (англ. Ancient Predator). Кампания включает в себя по три уровня на каждого персонажа (всего девять уровней), что в несколько раз меньше чем в оригинальной игре. На поверхности планеты появились хищные обитатели — хамелеоны, крупный рогатый скот, хищные подземные черви.
Теперь Хищник со включённым устройством невидимости переливается цветами радуги, а его арсенал дополнился пушкой flechette (рус. дротик) — энергетическое оружие с большой скорострельностью. Оглушающий хвост Чужого теперь замедляет перемещение противника. Была добавлена возможность самоуничтожения Хищника в многопользовательском режиме. В связи с тем, что в кампании Чужого игроку предстоит взять на себя роль Предалиена, сильнее но медленнее обычного чужого. У людей появились автоматические турели, которые они могут носить с собой, и стационарные пулемёты. Солдаты корпорации получили новый детектор движения, который работает на все 360° (в отличие от детектора морпехов), однако обладает меньшим радиусом обзора (15 метров против 30 метров у детектора морпехов). Кроме того, теперь они могут стрелять сразу из двух пистолетов.

## Рецензии
| Сводный рейтинг       | Сводный рейтинг     |
| Агрегатор             | Оценка              |
| --------------------- | ------------------- |
| GameRankings          | 60,00 %             |
| Metacritic            | 55/100 (16 обзоров) |
| MobyRank              | 61 %                |
| Иноязычные издания    |                     |
| Издание               | Оценка              |
| Game Informer         | 8/10                |
| GameSpot              | 5,5/10              |
| GameSpy               | 58/100              |
| IGN                   | 6/10                |
| Русскоязычные издания |                     |
| Издание               | Оценка              |
| Absolute Games        | 50 %                |

Журнал Game Informer поставил дополнению 8 баллов, назвав концепцией Primal Hunt «всё, что было в оригинальной игре, но быстрее», упрекнув разработчиков в малом числе изменений по сравнению с оригиналом и отметив, что «больше чего-нибудь — хорошо для фанатика», но «для остальных первое знакомство с AvP2 будет всё равно лучшим».
Сайт GameSpot поставил дополнению всего 5,5 баллов, написав в аннотации «Оригинальная Aliens Versus Predator 2 была намного лучше, и вам лучше вернуться назад и снова поиграть в оригинал». В рецензии указывают на то что игра «уничтожает» большую часть примечательных элементов оригинальной игры, оставляя только основы игрового процесса и игра «страдает от того что одновременно слишком и недостаточно копирует оригинал».
Зарубежный сайт GameSpy поставил дополнению 58 баллов из 100, отметив в рецензии, что это «дополнение для хорошей игры», но со скучной кампанией и неинтересными картами для многопользовательского режима. «Это не плохое дополнение, — пишет GameSpy, — но и не хорошее».
IGN также поставил невысокую оценку (6 баллов из 10), указав что игровой процесс сводится к «ведению игрока через клаустрофобные пещеры, каньоны и коридоры». «Дополнение содержит много нового, — пишет рецензент, — но всё что оно содержит — ужасно».
На российском сайте Absolute Games, который поставил дополнению 50 %, рецензия оформлена как шуточный «сокращённый сценарий». В нём критикуется короткая и слабая сюжетная линия, а также плохие нововведения по сравнению с оригинальной игрой.